# NGC 3628
NGC 3628 je najtamniji član grupe galaktika Leo Triplet I (ako se izuzme NGC 3593 koja je naknadno uvrštena). Galaksija je dovoljno tamna da je Charles Messier ne otkrije svojim teleskopom. William Herschel galaksiju otkrio 5 godina kasnije koristeći mnogo jači teleskop. U svoj katalog upisao ju je pod imenom H.V.8. 

## Svojstva
NGC 3628 je spiralna galaktika nama okrenuta svojim rubom. Na njenim fotografijama jasno je vidljiv disk prašine kako presijeca i dijeli galaksiju na pola. Galaksija pokazuje znakove deformacije uzrokovanih blizinom galaktika M65 i M66. NGC 3628 od svojih susjeda je udaljena oko 250,000 ly. Sama galaktika se nalazi na udaljenosti od 24,000,000 ly, kao i ostatak grupe. Njen promjer je oko 100,000 ly i istih je dimenzija kao naša Mliječna staza. 

## Amaterska promatranja
NGC 3628 ima prividni sjaj od +9.5 magnituda. To je neznatno manje od susjedne M65 ali je zato površinski sjaj mnogo manji, više od jedne magnitude. Uzrok tome su veće dimenzije galaktike pa je svjetlost raspoređena na veću površinu. Za vidjeti ovu galaksiju potreban je instrument od barem 90 do 100 mm promjera objektiva. I tada će galaktika biti veoma tamna i problematična za uočiti. Kroz 200 mm teleskop NGC 3628 se vidi kao svijetla pruga, duga oko 4' i široka 1' i nazire se središnje zadebljanje. Za optimalno promatranje potrebno je prozirno nebo i izostanak svjetlosnog zagađenja.

## Vanjske poveznice
- SEDS: Spiral Galaxy NGC 3628  Arhivirana inačica izvorne stranice od 10. rujna 2011. (Wayback Machine)
- The Tidal Tail of NGC 3628 na Astronomy Picture of the Day
- (eng.) SEDS: NGC 3628
- (eng.) Revidirani Novi opći katalog
- (eng.) Izvangalaktička baza podataka NASA-e i IPAC-a
- (eng.) Astronomska baza podataka SIMBAD
- (eng.) VizieR